# Tamari Miyashiro
Pour les articles homonymes, voir Miyashiro (homonymie).
Tamari Miyashiro est une joueuse de volley-ball américaine née le 8 juillet 1987 à Honolulu (Hawaï). Elle mesure 1,70 m et joue au poste de libero. Elle totalise 91 sélections en équipe des États-Unis.

## Biographie
Avec l'équipe des États-Unis de volley-ball féminin, elle est médaillée d'argent olympique en 2012 à Londres.

## Clubs
| Club                   | De        | À         |
| ---------------------- | --------- | --------- |
| Huskies de Washington  | 2005-2006 | 2008-2009 |
| États-Unis             | 2009-2010 | 2009-2010 |
| Schwechat Post         | 2010-2011 | 2010-2011 |
| BKS Stal Bielsko-Biała | 2011-2012 | 2011-2012 |
| Lokomotiv Bakou        | 2012-2013 | 2012-2013 |
| Rote Raben Vilsbiburg  | 2013-2014 | 2014-2015 |
| MTV Stuttgart          | 2014-2015 | 2015-2016 |

## Palmarès

### Équipe nationale
- Jeux olympiques
  -  2012 à Londres.
- Grand Prix Mondial
  - Vainqueur : 2011, 2012, 2015.
- Coupe du monde
  - Finaliste : 2011.
- World Grand Champions Cup
  - Finaliste : 2013.

### Clubs
- Championnat d'Autriche
  - Vainqueur : 2011.
- Coupe d'Allemagne
  - Vainqueur : 2014, 2015.
- Championnat d'Allemagne
  - Finaliste : 2015.